# Tuxer Fernerhaus

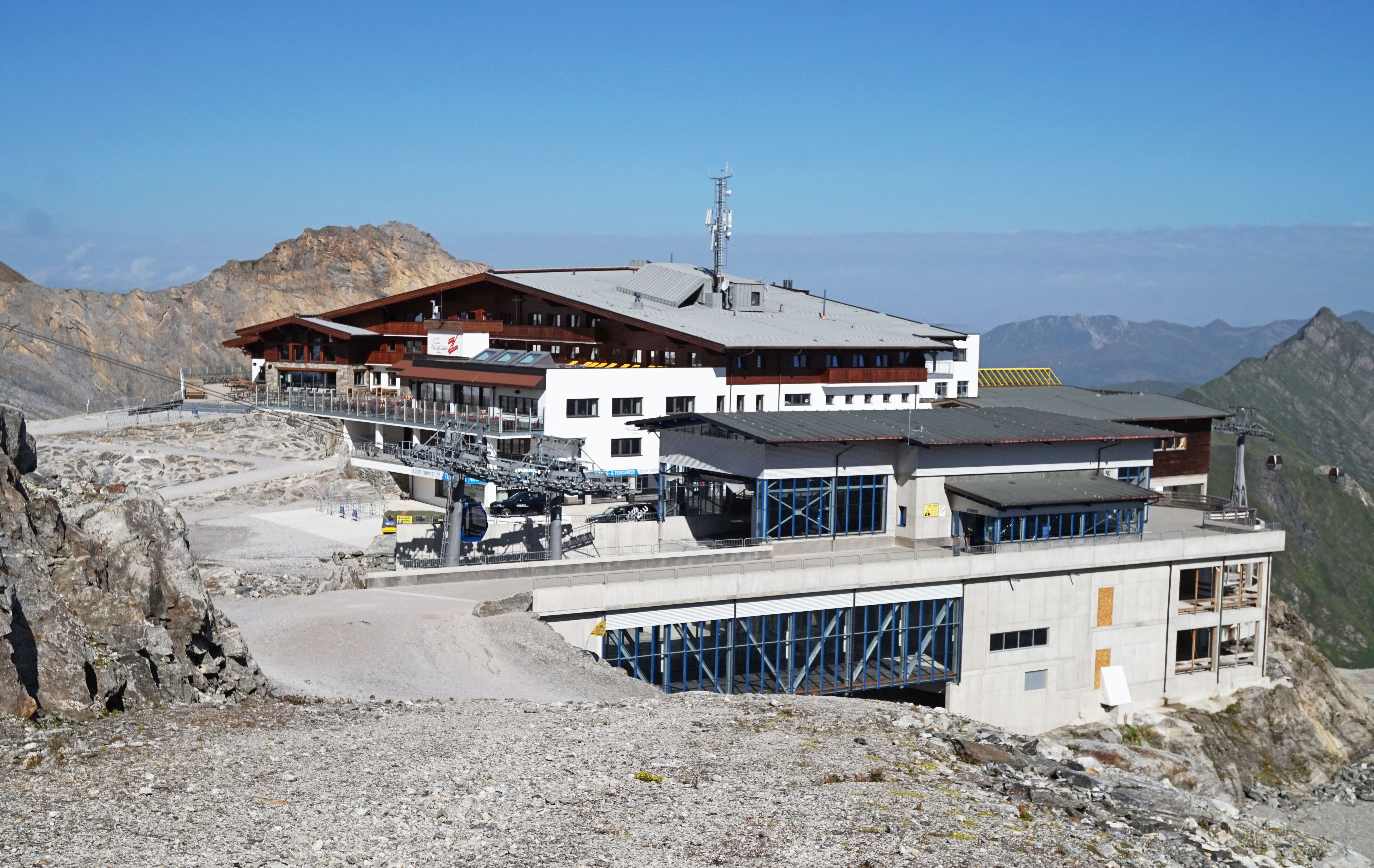
Tuxer Fernerhaus

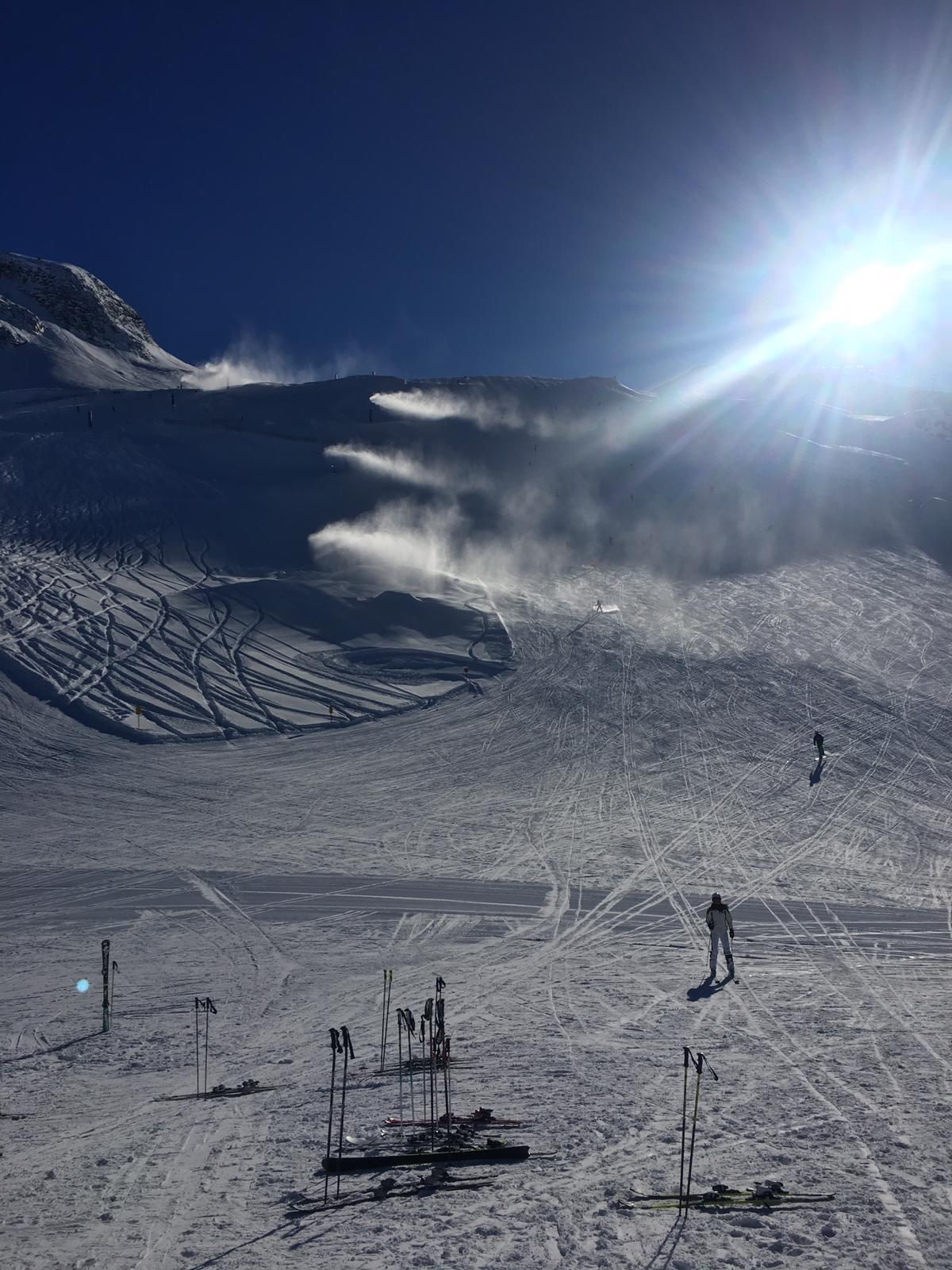
Der Tuxerfernerhang während der Beschneiung im Winter.

Das Tuxer Fernerhaus ist eine Zwischenstation der Gletscherbahnen auf den Hintertuxer Gletscher. Das Tuxer Fernerhaus liegt auf 2660 m ü. A. und ist der zentrale Punkt des Gletscherskigebietes in Hintertux.

## Geschichte
Das Haus wurde 1969 als Restaurant mit 200 Sitzplätzen eröffnet. Bemerkenswert war der Bau, denn seinerzeit gab es keine Straße zu der Baustelle am Gletscherrand. Sämtliche Baumaterialien mussten mit dem 1968 erbautem Einersessellift transportiert werden.
Noch im gleichen Jahr gelang den Gletscherbahnen eine technische Sensation, zum ersten Mal wurden in Tirol Schlepplifte auf Gletschereis gebaut.
Das sind der Olpererlift, welcher vom Tuxer Fernerhaus bis auf den Gletscherboden in 3050 m führt und der Gefrorene-Wand-Lift, welcher vom Gletscherboden auf 3250 m führte, was bis heute der höchste Punkt des Gletscherskigebietes ist. Im Jahr 2013 wurde das Tuxer Fernerhaus, nach einigen früheren Modernisierungen auf 950 Innenplätze und 950 Außenplätze erweitert.

## Seilbahnen
Das Fernerhaus ist heute über die Seilbahn Gletscherbus 2  und die 4er Einseilumlaufbahn Fernerhaus erreichbar. Am Fernerhaus beginnt die 10er-Kabinenbahn Gefrorene Wand und führt bis in 3033 m.
Einige Meter vom Tuxer Fernerhaus entfernt hat auch der Gletscherbus 3 seine Talstation, das Funitel überwindet 636 Höhenmeter während der Fahrt auf die Station Gefrorene Wand in 3250 m.

## Skitechnische Anbindung
Am Fernerhaus endet die Piste 3, die die Rückbringerpiste vom Kasererbereich ist, auch der Tuxerfernerhang wird mit 3 bezeichnet, die Piste ist mittelschwer. Vom Tuxer Fernerhaus aus startet die Piste 2, die zum Sessellift Sommerberg und somit zur Sommerbergalm führt oder zum Doppelsessellift Lärmstange. An der kombinierten Bergstation Gletscherbus 2 und 4er Fernerhaus gibt es im Winter einen separaten Ausgang für Leute, die ohne Umweg direkt wieder per Ski talwärts wollen.
Der Tuxerfernerhang ist das ganze Jahr über mit Skiern befahrbar und präpariert.

## Gastronomie
Das Tuxer Fernerhaus ist ein ganzjährig geöffnetes Restaurant mit Selbstbedienung. Das Wirtshaus am Tuxer Ferner ist ein von Juni bis Anfang Mai geöffnetes Restaurant mit Bedienung im Tuxer Fernerhaus.
Am Hintertuxer Gletscher ist es möglich, sein Frühstück in einer Kabine der 10er Kabinenbahn Gefrorene Wand einzunehmen.